# Daniel Leuwers
Daniel Leuwers est un critique littéraire et poète français né le 24 janvier 1944 à Beaumont-sur-Oise.

## Biographie
Professeur de littérature française à l'université François-Rabelais de Tours, Daniel Leuwers est l'initiateur du concept de livre pauvre.
En 2017, il fait une donation au musée Paul-Valéry d'un ensemble de collections valéryennes du livre pauvre, soit 515 livres d’artistes qui empruntent un titre ou un fragment de l’œuvre du poète. Cet ensemble fait l'objet d'une exposition temporaire du musée.
Daniel Leuwers a publié de nombreuses critiques pour la revue Europe.
Il est membre de l'académie Mallarmé. En 2004, il visite Athènes où il est membre d'honneur du Centre Européen d’Art (EUARCE).

## Publications

### Sur le livre pauvre
- Le Livre pauvre, supplément revue Triage no 15, Tarabuste, 2003[3]
- Livre pauvre, livre riche, Somogy, 2006[4]
- Richesses du livre pauvre (avec des études et témoignages de Georges Badin, Béatrice Casadesus, Henri Droguet, Max Fullenbaum, Philippe Hélénon et Henri Meschonnic), Gallimard, 2008[5]
- Les Très Riches Heures du livre pauvre, Gallimard, 2011[6]

### Essais
- Jouve avant Jouve ou la naissance d’un poète, Klincksieck, 1984
- Jouve poète de la rupture, coll. « La revue des lettres modernes », Lettres modernes Minard, 1986
- Introduction à la poésie moderne et contemporaine, 1996 ; réédité en 2005, en collaboration avec Jean-Louis Backès
- Histoire de la littérature française de Zola à Apollinaire, avec Michel Décaudin, Flammarion, 1996
- L'Accompagnateur, Essais sur la poésie contemporaine, Sud, 1996
- La Place du poème - Essais et chroniques sur la poésie contemporaine, illustrations de Jacques Vimard, Éditions Samuel Tastet, 2007
- Le blanc en littérature,étude, Samuel Tastet éditeur, 2006

### Préfaces
- Dominique d'Eugène Fromentin, Le Livre de poche, 1972
- La Vénus à la fourrure de Leopold von Sacher-Masoch, Le Livre de poche, 1975
- Le Grand Meaulnes d'Alain-Fournier, Le Livre de poche, 1983

### Littérature
- Australia ou le pays rouge, récit, Editinter, 2004
- Le Voyage immobile, carnets, Editinter, 2004

### Poésie
- Revue Chiendents no 46, Sous le soleil complice, éditions du Petit Véhicule[7]